# Gnila
Gnila (cyr. Гнила) – wieś w Serbii, w okręgu raskim, w gminie Tutin. W 2011 roku liczyła 6 mieszkańców.